# Pachycara suspectum
Pachycara suspectum är en fiskart som först beskrevs av Garman, 1899.  Pachycara suspectum ingår i släktet Pachycara och familjen tånglakefiskar. Inga underarter finns listade i Catalogue of Life.